# Andoni Ferreño
José Antonio (Andoni) Ferreño Morales (Ermua, 6 d'abril de 1965) és un presentador de televisió i actor espanyol.

## Biografia
Nascut el 6 d'abril de 1965 a Ermua, (Biscaia). Fill d'un constructor gallec i d'una mestressa de casa de Guadalajara. Tot i que va començar la carrera de periodisme, aviat es va adonar que la seva vocació era la interpretació i va començar els seus estudis a l'Escola d'Art Dramàtic de Madrid. Es va casar el 1992 amb Paula Sereno, amb qui té dos fills: Gonzalo i Adriana.
Va ser un destacat convidat en les noces del còmic Javier Cansado i la seva dona Helena Hernández.

## Filmografia
- El crack cero de José Luis Garci el 2019.
- Rotas de Luis Lorento el 2016
- Sólo se muere dos veces de Javier Elorrieta el 1996.
- Demasiado caliente para ti d'Esteban Ibarretxe el 1996.
- Pelotazo nacional, de Mariano Ozores el 1993.
- Soldadito español de Antonio Giménez-Rico el 1988.

## Televisió

### Presentador
- Telecupón (1990-1991) a Telecinco.
- Bellezas en la nieve (1991) a Telecinco.
- Desde Palma con amor (1991) a Telecinco.
- Vivan los novios (1991-1993) a Telecinco.
- Bellezas al agua (1992) a Telecinco.
- La Ruleta de la Fortuna (1994-1995) a Telecinco.
- Espejo secreto (1997-1998) a Televisió espanyola.
- Con la Primera al 2000 (1999) a Televisió espanyola.
- Con la Primera al 2001 (2000) a Televisió espanyola.
- Doble y más (2003), a Antena 3.[2]
- Verano 3 (2003) a Antena 3.[3]
- Entre amigos (2005) a Telemadrid.
- Noche Sensacional  (2007-2009) a alguns canals autonòmics.

### Actor
- Para Elisa (1993) en el paper de Pancho.
- La estrella de Egipto (1995) en el paper de Jorge.
- Calle nueva (1997) en el paper de Luis.
- El comisario (1999) en el paper de Vidal.
- La ley y la vida (2000) en el paper de Lalo Ordoño.
- La verdad de Laura (2002) en el paper de Padre Miguel.
- La Pola (Serie histórica colombiana) (2010) en el paper de Francisco Javier Sabaraín.
- La piel que habito (2011) Doctor Antonio
- 5 viudas sueltas (Telenovela) (2012) Doctor Melguizo.
- Los caballeros las prefieren brutas (sèrie) (sèrie colombiana) (2012) en el paper de "Gustavo Botero" pare d'Alejandro Botero.
- El crack cero (2019), de José Luis Garci.

## Teatre
- El anuncio d'Omar Grasso.
- Sólo para mujeres de Sebastián Junyent.
- La huella (1991), d'Anthony Shaffer.
- El amor es un potro desbocado (1994), de Luis Escobar.
- El eunuco (1998), de Terencio.
- Trampa para un hombre solo (2002), de Robert Thomas
- Celos del aire (2003), de José López Rubio.
- La venganza de la Petra (2006).
- Un marido de ida y vuelta (2007), d'Enrique Jardiel Poncela.
- Maribel y la extraña familia de Miguel Mihura, musical de teatre.
- Mujer busca hombre (2009).
- Las cinco advertencias de Satanás (2011), de Enrique Jardiel Poncela.
- Hay que deshacer la casa (2014), de Sebastián Junyent.
- El clan de las divorciadas (2015), d'Alil Vardar.

En l'actualitat col·labora esporàdicament en diferents programes de la televisió i ràdio d'Espanya però no presenta habitualment cap programa (2016-2018).